# 하야카와 쇼고
하야카와 쇼고(일본어: 早川 翔吾, 1988년 2월 1일 ~ )는 일본의 배우이다.

## 출연작

### TV 드라마
- 성수전대 긴가맨 - 아오야마 유타 역

### 오리지널 비디오
- 성수전대 긴가맨 vs. 메가레인저 - 아오야마 유타 역
- 구급전대 고고파이브 vs. 긴가맨 - 아오야마 유타 역